# Zabadani
Zabadani (en arabe : الزبداني) est une ville de Syrie dans le gouvernorat de Rif Dimachq, chef-lieu du district qui porte son nom, à proximité de la frontière libanaise. Sa population en 2004 est de 26 285 personnes. C'est le chef-lieu du district éponyme. Comme de nombreuses autres villes de Syrie, la ville est disputée durant la guerre civile syrienne notamment autour de batailles de 2012 et 2015. 